# 望德聖母灣大馬路
望德聖母灣大馬路（葡萄牙語：Estrada da Baía de Nossa Senhora da Esperança）位於澳門氹仔。道路由奧林匹克游泳館圓形地至路氹連貫公路圓形地，全長約1,350米，為6線雙向行車。道路於2000年7月14日動工建造，後由臨時海島市政局於2001年11月1日命名，同月由時任澳門行政長官何厚鏵主持道路竣工儀式，標誌道路正式通車。

## 沿途地點

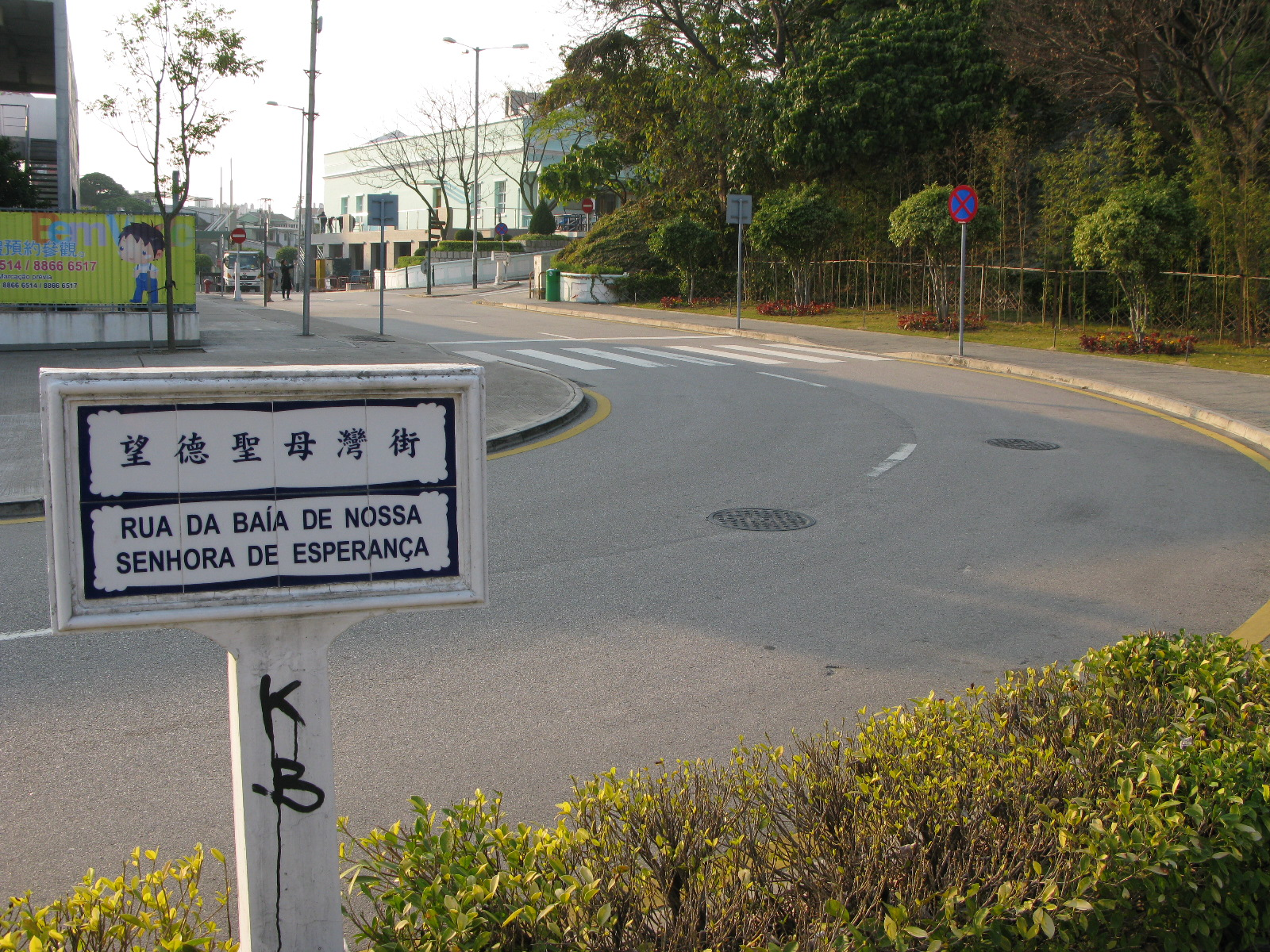
望德聖母灣街

### 澳門威尼斯人度假村酒店
位於此馬路、路氹連貫公路（金光大道）與新城大馬路交界的威尼斯人度假村酒店（The Venetian Macau-Resort-Hotel），於2007年8月28日揭幕，佔地1050萬平方呎，是亞洲最大型的單幢式酒店及世界上第二大的建築物。

### 其他
- 奧林匹克體育中心-游泳館
- 中國人民解放軍駐澳門部隊氹仔營區
- 中國人民解放軍駐澳門部隊軍事展覽館
- 澳門銀河
- 望德聖母灣自動步行系統
- 望德聖母灣生態保護區
- 路氹連貫公路圓形地下層行車道

## 公共交通

### 巴士
T364 望德聖母灣馬路／軍營（Est. Baia N. S. Esperança／Quartel）
路線：25B、26A、35、71S、72、MT1、MT3
T365 排角／銀河（Pai Kok／Galaxy）
路線：25B、26A、30X、35、72、MT1、MT3
T366 望德聖母灣馬路／紅樹林（Est. Baia N. S. Esperança／Mangal）
路線：25B、25BS、26A、35、51A、MT1、MT3
T367 望德聖母灣馬路／連貫公路（Est. Baia N. S. Esperança／Istmo）
路線：25B、25BS、26A、30X、35、51A、701X、MT1、MT3

### 輕軌
█  氹仔線排角站